# Маршалок надворный литовский
Марша́лок надво́рный лито́вский — должностное лицо в Великом княжестве Литовском, заместитель маршалка великого литовского.
Изначально маршалком дворским или господарским называли руководителя двора великого князя литовского (господаря), однако со временем эта должность стала называться маршалок великий литовский, а должность маршалка дворского (или надворного) была создана в качестве его заместителя. Со времени правления Владислава IV Вазы должность маршалка надворного стала сенаторской.

## Список маршалков надворных литовских
- Радзивилл Остикович (1440—1466)
- Григорий Остикович (7.1494 — 14.7.1500)
- Михаил Львович Глинский (9-11.1500—1507)
- Александр Ходкевич (упоминается однажды в 1508, возможно, ошибочно)
- Григорий Остикович (повторно; 1509—1518)
- Юрий Иванович Ильинич (7.5.1518 — 8.1526)
- Юрий Николаевич Радзивилл (9-11.1528 — 4.1541)
- Иван Горностай (24.5.1542 — 05.1558)
- Остафий Богданович Волович (6-7.1561 — 2.6.1569)
- Николай Криштоф Радзивилл (20.6.1569 — 25.10.1579)
- Альберт Радзивилл (31.10.1579 — 1.6.1586)
- Николай Талваш (первый 1588 — 12.2.1596)
- Христофор Дорогостайский (05.1596—1598)
- Пётр Веселовский (1599 — 25.6.1615)
- Ян Станислав Сапега (6-8.1617—1620)
- Христофор Веселовский (1622 — 20.4.1635)
- Александр Людвик Радзивилл (20.4.1635 — 05.1637)
- Казимир Лев Сапега (22.5.1637 — 6.3.1645)
- Антоний Ян Тышкевич (11.3.1645 — 23.6.1649)
- Криштоф Завиша (09.1649 — 3-4.1654)
- Теодор Александр Ляцкий (3.4.1654 — 1683)
- Юзеф Богуслав Слушка (1683 — 25.4.1685)
- Ян Кароль Дольский (22.6.1685 — 7.5.1691)
- Александр Павел Сапега (22.8.1692 — 14.7.1698)
- Павел Кароль Сапега (24.7.1698; не принял назначение)
- Януш Антоний Вишневецкий (7.8.1699 — 17.1.1702)
- Казимир Антоний Сангушко (20.1.1702 — 15.6.1706)
- Юзеф Мнишек (9.8.1706 — 2.4.1713)
- Казимир Михаил Пац (1708—1709)
- Павел Кароль Сангушко (10.4.1713 — 4.2.1734)
- Михаил Казимир Радзивилл Рыбонька (4.2.1734 — 11.1735)
- Игнацы Завиша (1.1.1736 — 16.8.1738)
- Фердинанд Вильгельм Плятер (31.3.1739; умер, не успев вступить в должность)
- Юзеф Сципио дель Кампо (29.8.1739 и 20:12.1739—1744)
- Игнацы Огинский (19.9.1744 — 21.8.1750)
- Януш Александр Сангушко (26.8.1750 — 21.6.1760)
- Юзеф Паулин Сангушко (21.6.1760 — 7.3.1768)
- Владислав Гуровский (7.3.1768 — 23.5.1781)
- Михаил Ежи Мнишек (23.5.1781 — 23.8.1783)
- Игнацы Потоцкий (20:11.1783 — 16.4.1791)
- Станислав Солтан (19.5.1791—1793)
- Михаил Гелгуд (с 15.6.1793)